# 「忠臣蔵」の決算書
『「忠臣蔵」の決算書』（ちゅうしんぐらのけっさんしょ）は、東京大学史料編纂所教授・山本博文の著書。2012年11月16日に新潮社から新書として刊行された。
2019年に『決算!忠臣蔵』のタイトルで実写映画化されている。

## 概要
吉良上野介の屋敷に討ち入り、主君・浅野内匠頭の無念を果たした赤穂浪士。その討ち入りに費やした資金は約七百両。大石内蔵助は討ち入り決行までの潜伏期間で使用した費用すべてを帳簿に記録していた。大石が遺した「決算書」＝史料「預置候金銀請払帳」を完全収録し、史料から「忠臣蔵」の裏側に迫っていく。

## 書誌情報
- 山本博文『「忠臣蔵」の決算書』（新潮社、2012年）ISBN 978-4-10-610495-4[1]

## 映画
『決算!忠臣蔵』（けっさん ちゅうしんぐら）のタイトルで2019年11月22日に公開された。監督は中村義洋、主演は堤真一と岡村隆史。

### キャスト
- 大石内蔵助：堤真一
- 矢頭長助：岡村隆史[4]
- 大高源五：濱田岳[5]
- 不破数右衛門：横山裕[6]
- 堀部安兵衛：荒川良々
- 菅谷半之丞：妻夫木聡[5]
- 奥野将監：大地康雄
- 吉田忠左衛門：西村まさ彦
- 原惣右衛門：木村祐一[7]
- 貝賀弥左衛門：小松利昌
- 三村次郎左衛門：沖田裕樹
- 武林唯七：橋本良亮（A.B.C-Z）[8]
- 間瀬久太夫：寺脇康文
- 大石松之丞：鈴木福
- 磯田武太夫：千葉雄大
- 矢頭右衛門七：鈴鹿央士[9]
- 奥田孫太夫：宮本大誠
- 礒貝十郎左衛門：金井浩人
- 前原伊助：鈴木卓爾
- 近松勘六：BOB
- 中村勘助：森本武晴
- 赤埴源蔵：赤川千尋
- 矢田五郎右衛門：阪本竜太
- 早水藤左衛門：八代崇司
- 千馬三郎兵衛：永井裕久
- 木村岡右衛門：白神允
- 潮田又之丞：鶴亮
- 横川勘平：飯野泰功
- 富森助右衛門：北和輝
- 杉野十平次：相樂孝仁
- 間喜兵衛：多賀勝一
- 岡野金右衛門：阿國元気
- 神崎与五郎：井之上チャル
- 茅野和助：岩佐好益
- 岡島八十右衛門：渡辺知晃
- 吉田沢右衛門：中村大輝
- 寺坂吉右衛門：濱口秀二
- 小野寺幸右衛門：岩田渉吾
- 勝田新左衛門：佐々木誠
- 間新六郎：竹内一博
- 小野寺十内：加藤正記
- 間十次郎：井上拓哉
- 大石瀬左衛門：廣瀬雅明
- 片山源五右衛門：西村諭士
- 倉橋伝助：杉森大祐
- 堀部弥兵衛：西山清孝
- 奥田貞右衛門：小澤明弘
- 村松三太夫：江村修平
- 間瀬孫九郎：請園裕太
- 村松喜兵衛：大迫英喜
- 佐々小左衛門：島津健太郎
- 進藤源四郎：近藤芳正
- 河村伝兵衛：波岡一喜
- 小山源五右衛門：芦川誠
- 早川惣介：上島竜兵[10]
- 井上団右衛門：山口良一
- 田中徳右衛門：湯浅崇
- 岸佐左衛門：松本賢三
- 中村忠三郎：石田大和
- 畑勘右衛門：川添公二
- 吉田伝内：神藤兼征
- 村松政右衛門：青山健
- 間瀬定八：石田大智
- 戸田権左衛門：板尾創路[7]
- 戸田采女正：滝藤賢一
- 落合与左衛門：笹野高史
- りく（理玖）：竹内結子[5]
- 大石くう：濱田優音
- 大石るり：森本くるみ
- 大石吉千代：渡辺圭悟
- 大石大三郎：大坪蒼、村山陽琉
- 大野九郎兵衛：西川きよし（特別出演）
- 瑤泉院：石原さとみ[5]
- 浅野内匠頭：阿部サダヲ[11]
- 祐海和尚：桂文珍
- 前田屋茂兵衛：村上ショージ[7]
- 長次：堀部圭亮
- おきん：荻野由佳
- 清兵衛：山崎一
- 刺客：青木崚、増田広司
- 灰方藤兵衛：木内義一
- 牛島：蟷螂襲
- 上田：八田浩司
- 八助：大矢敬典

### スタッフ
- 原作：山本博文『「忠臣蔵」の決算書』（新潮新書刊）
- 脚本・監督：中村義洋
- 音楽：髙見優
- 製作総指揮：大角正、岡本昭彦
- エグゼクティブ・プロデューサー：吉田繁暁、片岡秀介
- 企画プロデュース：池田史嗣、古賀俊輔
- プロデューサー：中居雄太、木本直樹
- 協力プロデューサー：岩城レイ子
- アシスタント・プロデューサー：松田裕佑
- 撮影：相馬大輔
- 美術：倉田智子
- 照明：佐藤浩太
- 録音：藤本賢一
- 編集：小堀由起子
- 音楽編集：佐藤啓
- 装飾：中込秀志、郷原慶太
- 小道具：上田耕治
- 殺陣：清家三彦
- VFXプロデューサー：齋藤大輔
- VFXディレクター：土師翔太
- 演技事務：城野浩人
- スクリプター：小林加苗
- 宣伝プロデューサー：松浦由里子
- 製作担当：村山大輔、高塚映里香
- 助監督：前原康貴
- ラインプロデューサー：砥川元宏
- 企画協力：新潮社
- 制作プロダクション：松竹撮影所
- 制作協力：松竹映像センター、吉本興業
- 企画・配給：松竹
- 製作：「決算!忠臣蔵」製作委員会（松竹、吉本興業、ハピネット、電通、朝日新聞社、イオンエンターテイメント）

### 受賞
- 第43回日本アカデミー賞
  - 優秀助演男優賞（岡村隆史）
  - 話題賞 作品部門（決算！忠臣蔵）[12]
- 第93回キネマ旬報ベスト・テン
  - 新人男優賞（鈴鹿央士）

### その他
矢頭長助役の岡村隆史がパーソナリティを務めているニッポン放送系のラジオ番組『ナインティナイン岡村隆史のオールナイトニッポン』（木曜深夜1:00～3:00）でも11月7日から11月21日の放送でこの映画のテーマ曲に合わせて出演者と監督のコメントジングルが流れた。

### テレビ放映
| 回数 | 放送局     | 放送枠             | 放送日        | 放送時間    | 放送分数 | 平均世帯 視聴率 | 備考         |
| ---- | ---------- | ------------------ | ------------- | ----------- | -------- | --------------- | ------------ |
| 1    | テレビ東京 | 午後のロードショー | 2025年3月27日 | 13:10-15:40 | 150分    |                 | 地上波初放送 |

- 地上波放送・関東地区のみ記載。
- 視聴率はビデオリサーチ調べ。関東地区でのデータ。